# Анхель, Томас
Тома́с А́нхель Гутье́ррес (исп. Tomás Ángel Gutiérrez; род. 20 февраля 2003, Бирмингем, Западный Мидленд) — колумбийский футболист, нападающий клуба «Сан-Диего».

## Карьера
Томас — уроженец города Медельин, второго по величине города Колумбии, столицы департамента Антьокия. Воспитанник клубов «Эстудьянтиль» и «Атлетико Насьональ». С апертуры 2021 года — игрок основной команды последнего. Подписал контракт с клубом перед началом сезона. В колумбийском чемпионате дебютировал 31 января 2021 года в поединке против «Депортиво Перейра», выйдя на поле на замену на 86-й минуте вместо Андреса Андраде. 7 марта 2021 года Анхель забил первый мяч в профессиональном футболе, поразив ворота «Агилас Дорадас».
31 января 2024 года Анхель перешёл в клуб MLS «Лос-Анджелес», подписав контракт до конца сезона 2026 с опцией продления на сезон 2027. В высшей лиге США дебютировал 2 марта 2024 года в матче против «Реал Солт-Лейк», выйдя на замену во втором тайме вместо Матеуша Богуша. 21 мая 2024 года в матче ⅛ финала Открытого кубка США 2024 против «Лаудон Юнайтед» забил свой первый гол за «Лос-Анджелес». Свой первый гол в MLS забил 22 июня 2024 года в матче против «Сан-Хосе Эртквейкс».
2 августа 2024 года Анхель был отдан в аренду клубу Чемпионшипа ЮСЛ «Финикс Райзинг» до конца года с правом отзыва. За «Райзинг» дебютировал 3 августа 2024 года в матче против «Колорадо-Спрингс Суитчбакс».
В октябре 2020 попал в список 60 лучших молодых футболистов в мире, родившихся в 2003 году, ежегодно составляемый британским изданием The Guardian.

## Семья
Отец Томаса — известный в прошлом футболист Хуан Пабло Анхель.

## Статистика выступлений
| Клуб               | Сезон            | Лига      | Лига  | Лига | Кубок | Кубок | Междунар. | Междунар. | Всего | Всего |
| Клуб               | Сезон            | Лига      | Матчи | Голы | Матчи | Голы  | Матчи     | Голы      | Матчи | Голы  |
| ------------------ | ---------------- | --------- | ----- | ---- | ----- | ----- | --------- | --------- | ----- | ----- |
| Атлетико Насьональ | Апертура 2021    | Примера А | 10    | 1    | 0     | 0     | 0         | 0         | 10    | 1     |
| Всего за карьеру   | Всего за карьеру | 10        | 1     | 0    | 0     | 0     | 0         | 0         | 10    | 1     |